# 소녀는 울지 않는다
소녀는 울지 않는다(Big Girls Don't Cry... They Get Even)는 미국에서 제작된 조안 미클린 실버 감독의 1992년 코미디 영화이다. 그리핀 던 등이 주연으로 출연하였고 제랄드 T. 올슨 등이 제작에 참여하였다.

## 출연

### 주연
- 그리핀 던
- 댄 퓨터먼

### 조연
- 패트리시아 칼렘버
- 제니 루이스
- 벤 새비지
- 제시카 실리
- 애드리안 셸리
- 데이빗 스트라탄
- 트렌턴 테이겐
- 마가렛 휘튼
- 힐러리 울프

## 제작진
- 미술: 빅토리아 폴
- 의상: 제인 럼
- 배역: 린다 로위